# ناو ماتسوشيتا
ناو ماتسوشيتا (باليابانية: 松下 奈緒) (بالروماجي: Matsushita Nao) هي ممثلة ومغنية يابانية ولدت في 8 فبراير 1985 في مدينة إكوما، نارا.

## أعمال
- أختي العزيزة
- سجلات الرمال
- كنترول

## وصلات خارجية
- ناو ماتسوشيتا على موقع IMDb (الإنجليزية)
- ناو ماتسوشيتا على موقع ميوزك برينز (الإنجليزية)
- ناو ماتسوشيتا على موقع أول موفي (الإنجليزية)
- ناو ماتسوشيتا على موقع ديسكوغز (الإنجليزية)
- ناو ماتسوشيتا على موقع قاعدة بيانات الفيلم (الإنجليزية)
- ناو ماتسوشيتا على موقع ANN person (الإنجليزية)

- الموقع الإلكتروني